# Elezioni parlamentari in Cambogia del 2003
Le elezioni parlamentari in Cambogia del 2003 si tennero il 27 luglio per il rinnovo dell'Assemblea nazionale.

## Risultati
| Liste                        | Voti      | %     | Seggi |
| ---------------------------- | --------- | ----- | ----- |
| Partito Popolare Cambogiano  | 2.447.259 | 47,35 | 73    |
| Partito Sam Rainsy           | 1.130.423 | 21,87 | 24    |
| Funcinpec                    | 1.072.313 | 20,75 | 26    |
| Partito Democratico Khmer    | 95.927    | 1,86  | -     |
| Partito Riso                 | 76.086    | 1,47  | -     |
| Partito Indra Buddra         | 62.338    | 1,21  | -     |
| Partito Norodom Chakrabongse | 56.010    | 1,08  | -     |
| Altri <1,00%                 | 228.481   | 4,42  | -     |
| Totale                       | 5.168.837 |       | 123   |